# Pawel Fjodorowitsch Perwuschin
Pawel Fjodorowitsch Perwuschin (russisch Павел Фёдорович  Первушин; * 11. Juli 1914 in Kronstadt; † 5. Juni 1990 in Leningrad) war ein sowjetischer Theater- und Film-Schauspieler.

## Herkunft und Laufbahn
Pawel Perwuschin war einer von drei Söhnen des Ehepaares Fjodor Chrisanfowitsch (1880–1921) und Marija Jegorowna Perwuschin († 1928). Der Vater stammte aus dem Gouvernement Tambow, diente in der Baltischen Flotte und verließ diese im Rang eines Unteroffiziers. Danach war er als Mechaniker tätig und wurde als Arbeitervertreter in das Exekutivkomitee des Kronstädter Sowjets und anschließend zum Arbeitskommissar gewählt. Während des Kronstädter Matrosenaufstands gehörte Fjodor Perwuschin der lokalen Leitung der Kommunistischen Partei Russlands (B) an und war an Beiträgen in der Zeitung Kronstädter Iswestija beteiligt. Er wurde am 24. März hingerichtet. Marija Perwuschin arbeitete danach kurzzeitig als Erzieherin. Ihre Söhne wurden zunächst von Verwandten aufgenommen und lebten später in einem Waisenhaus.
Perwuschin begann 15-jährig eine Ausbildung im Werk Roter Putilow. Aus Faszination für Darsteller wie Iwan Kusnezow, Pjotr Aleinikow und Georgi Schschonow wechselte er jedoch ins Schauspielfach und studierte ab 1931 an der Leningrader Hochschule für darstellende Kunst unter Sergei Gerassimow. Ein Jahr später gab er in Встречный (Wstretschney) sein Filmdebüt und spielte in der Folgezeit kleinere Rollen in diversen Werken seines Lehrers. Mit Ausbruch des Deutsch-Sowjetischen Krieg wurde Perwuschin mobilisiert und diente bis 1945. Vierzig Jahre später erhielt er dafür den Orden des Vaterländischen Krieges II. Klasse.
Nachdem Perwuschin in der Nachkriegszeit zunächst keine Engagements erhalten hatte, arbeitete er zwei Jahre als Fotograf für Lenfilm, in der Verwaltung des Kinos Forum, vier Jahre als Lagerist in einer Fabrik in Kolpino und letztlich als Verwalter des Kinos Ogonjok. In der Zwischenzeit konnte Perwuschin zwar in drei Filmen auftreten, war aber erst ab 1957 wieder in Vollzeit als Darsteller tätig. Nach der Neugründung des dem Studio angegliederten Theaters konnte er auch hier Angebote wahrnehmen.
Perwuschin trat bis zu seinem Tod für über 100 Filme vor die Kamera und war vor allem auf volkstümliche Charaktere abonniert. Obwohl der blonde Mime nie als Hauptdarsteller eingesetzt wurde, erlangte er durch sein markantes Auftreten große Beliebtheit. Zu den wichtigsten Projekten gehörten der Kurzfilm Либерал (Liberal, 1959) nach einer Geschichte Tschechows, Neuland unterm Pflug (Podnjataja zelina, 1960), Пока фронт в обороне (Poka fronta w oborone, 1964), Интервенция (Interwenzija, 1968), Мой папа – капитан (Moi papa – kapitan), На пути в Берлин (Na puti w Berlin, beide 1969), Венок сонетов (Weok sonetow) und die Fernsehfilmreihe Строговы (Strogowy, beide 1976). 1974 war er außerdem in der norwegisch-sowjetischen Koproduktion Under en steinhimmel zu sehen, drei Jahre später folgte ein Auftritt in der langjährigen TV-Reihe Фитиль (Fitil).
Neben dem Wirken vor der Kamera schrieb Perwuschin Gedichte und Drehbücher, war ständiger Redakteur der Wandzeitung an seinem Arbeitsplatz sowie für die Lenfilm-Zeitung Кадр (Kadr). Zusammen mit anderen Darstellern trat er landesweit bei Firmenfesten und für Militäreinheiten auf.

## Privates
Perwuschin war über 50 Jahre mit seiner Frau Antonina Sergejewna, einer Postangestellten, verheiratet. Beide hatten eine Tochter namens Ljudmila (* 1947), deren Erziehung Perwuschin viel Zeit widmete. Zwei weitere gemeinsame Söhne sowie Perwuschins Schwiegermutter starben während der Leningrader Blockade.
Er galt als offener und humorvoller Mensch, zu seinen langjährigen Freunden gehörten die Darsteller Pjotr Aleinikow und Stepan Iwanowitsch Krylow (1910–1998). Neben seiner schriftstellerischen Tätigkeit las Perwuschin in seiner Freizeit gern.
Er starb rund drei Monate nach seiner Ehefrau und wurde neben ihr auf dem Kowalewski-Friedhof in Leningrad beigesetzt. Zahlreiche Bewunderer des Schauspielers besuchten seine Beisetzung.

## Trivia
Der am 11. Juli geborene Perwuschin spielte 1938 in dem Revolutionsfilm 11 июля (11. ijulja, dt.: 11. Juli) eine kleine Nebenrolle als Partisan. Thema des Films ist die Ankunft der Roten Armee in Minsk am 11. Juli 1920.

## Filmografie (Auswahl)
- 1938: Stadt der Jugend – Komsomolsk (Komsomolsk)
- 1949: Entschleierte Geheimnisse (Akademik Iwan Pawlow)
- 1959: Die nach uns kommen (Otzy i deti)
- 1960: Die Dame mit dem Hündchen (Dama s sobatschkoi)
- 1960: Neuland unterm Pflug (Podnjataja zelina)
- 1967: Wintermorgen (Simneje utro)
- 1967: Hochzeit in Malinowka (Swadba w Malinowke)
- 1968: Tatjanas Tag (Tatjanin den)
- 1969: Snegurotschka
- 1973: Sannikow-Land (Semlja Sannikowa)
- 1974: Blockade (Blokada: Luschski rubezsch, Pulkowski meridian)
- 1989: Carmen Horrendum